# Oxygen (телеканал)
«Oxygen» (с англ. «кислород») — американский цифровой, кабельный и спутниковый телевизионный канал, принадлежащий подразделению NBCUniversal Cable Entertainment Group компании NBCUniversal. Основное содержание эфира телеканала составляют программы о криминале, ориентированные, в первую очередь, на женскую аудиторию.
Канал был создан в 2000 году Джеральдиной Лайборн, имел развлекательный формат (похожий на формат телеканала Lifetime) и был ориентирован для женской части населения. В 2007 году сеть была куплена компанией NBC Universal, которая изменила формат на реалити-шоу, нацеленные на демографические исследования. В 2014 году канал изменил ориентир с «женщин» на «девушек», становясь более понятным для молодого поколения и современной молодёжи.
Телеканал находится в свободном доступе: посмотреть его можно в любое время, с телефона, компьютера или планшета, имея при себе лишь интернет. Для подключения канала через кабельное телевидение, требуется проживать в Соединённых штатах и пользоваться услугами одного из американских провайдеров кабельного телевидения. По данным руководства телеканала, рост числа зрителей происходит именно из-за бесплатности Oxygen, а также несложной, с технической стороны, процедуры его подключения.

## История
Частная компания Oxygen Media была основана в 1998 году бывшим исполнительным директором Nickelodeon Джеральдином Лайборном, ведущей ток-шоу Опрой Уинфри и продюсерами Томом Вернером и Кэрином Мандабахом. Лайборн был председателем совета, генеральным директором, и оставался на телеканале до его продажи. 2 февраля 2000 года была запущена кабельная сеть канала Oxygen.
Первый штаб телеканала находился в Battery Park City в Нью-Йорке, недалеко от Всемирного торгового центра.
Канал первоначально был задуман как интерактивная услуга, ориентированная на оригинальное название с некоторыми повторами (например, Kate & Allie), а в нижней части экрана была черная полоса (называемая «полосой», занимающая нижние 12% экрана), которая отображала различную информацию (интерактивная часть связана с веб-сайтом канала); метод был клонирован предшественником Спайка New TNN; полоса была в конечном счете удалена. До 2005 года канал транслировал ограниченный выпуск игр WNBA, которые были выпущены каналом NBA TV. Телеканал позже начал фокусироваться главным образом на реалити-шоу и фильмах. Некоторое время в период синдикации ток-шоу Oxygen транслировало недельные повторы «Шоу Тайра Бэнкс».

### Приобретение NBC Universal
9 октября 2007 года компания NBC Universal объявила, что собирается купить телеканал за 925 миллионов долларов. Формальная часть покупки телеканала была завершена 20 ноября того же года. Кабельное подразделение NBC Universal анонсировало 23 апреля 2008 года в прессе презентацию об обновлении телеканала, а именно о новом логотипе и изменении формата проекта. Премьера логотипа состоялась на неделю раньше ожидаемого: 8 июня 2008 года.
В 2008 году канал транслировал летние Олимпийские игры через сети NBC Universal. 29 июня 2009 года был запущен проект под названием «Dance Your Ass Off». Его суть была в том, что участники и участницы должны сбросить вес занимаясь танцами; программа была закрыта после второго сезона из-за низких рейтингов.

Логотип канала (2014-2017)

В апреле 2014 году начался проект переориентации каналов NBC со старшей аудитории на более современную (молодую), руководителями данного проекта были Бонни Хаммером и Фрэнсис Бервик. В то время начали менять «подачу» проектов, делать новые заставки и вступления для разных реалити-шоу. Канал поменял своё направление: теперь суть телеканала была в том, чтобы показать молодым девушкам важные для них вещи.
Телеканал в формате HD был запущен в марте 2011 года. Данный формат предоставляют большинство телевизионных компаний.

### 2017: Возвращение  старого формата
В 2016 году, анализируя старую информацию о блоке Crime Time (Время преступления), NBCUniversal объявила о том, что собирается рассматривать возможность возвращения старого формата, который повествует о преступлениях среди женщин.
В феврале 2017 года NBCUniversal подтвердила, что планирует переформатировать Oxygen с акцентом на истинный формат преступности, направленный на женщин, в том числе новый сезон Холодного правосудия Дика Вольфа (который был отменен TNT). Это изменение сопровождалось большим ребрендингом в конце года, с новым логотипом с изображением названия канала, которое было написано в стиле желтой полицейской ленты. Президент NBCUniversal Lifestyle Networks Фрэнсис Бервик заявила, что сеть не определит судьбы программ по борьбе с преступностью в сети, таких как «Плохие девчонки», после того, как полный ребрендинг вступит в силу. Новая линейка Oxygen будет построена в основном вокруг существующей библиотеки ненаписанных криминографических программ.
Во время презентации ребрендинга телеканала, NBS представила новые программы, направленные для борьбы с преступностью.

## Программы

### Текущие
- Холодная справедливость (англ. Cold Justice)
- Признания преступников[19] (англ. Criminal Confessions)
- Новости: Секреты раскрыты (англ. Dateline: Secrets Uncovered)
- Исчезновение Натали Холлоуэй (англ. The Disappearance of Natalee Holloway)
- Требуется убийца (англ. It Takes a Killer)
- Говорит жюри (англ. The Jury Speaks)
- Киллерпост (англ. Killerpost)
- Огрызок (англ. Snapped)
- Огрызок: Она заставила меня сделать это (англ. Snapped: She Made Me Do It)
- Жить три дня (англ. Three Days to Live)

### Недавние
- Огрызок: Пары-убийцы[20] (англ. Snapped: Killer Couples)

### Будущие
- Исчезновение Морю Мюррера[21] англ. The Disappearance of Maura Murray
- Ледяной холод убийства[16] англ. Ice Cold Murders
- Вышедший на пенсию [16] англ. Retired
- Что случилось с... Джессикой Чемберс? [16] англ. What Happened To... Jessica Chambers?

### Прошедшие
- 50 самых смешных женщин в живую англ. 50 Funniest Women Alive
- Увлечение красоты англ. Addicted to Beauty
- Всё об Обри англ. All About Aubrey
- Мамы моих младенцев англ. All My Babies' Mamas
- Всё в порядке англ. All the Right Moves
- Как она это видит англ. As She Sees It
- Дивичник: Лас Вегас англ. Bachelorette Party: Las Vegas
- Плохие девчонки: Звёздная битва англ. Bad Girls All-Star Battle
- Плохие девчонки (телесериал) англ. Bad Girls Club
- Плохие девчонки: Автопати англ. Bad Girls Club: Afterparty
- Плохие девчонки: Фло выходит замуж англ. Bad Girls Club: Flo Gets Married
- Дорога плохих девчонок англ. Bad Girls Road Trip
- Битва с прошлыми друзьями (сериал) англ. Battle of the Ex Besties
- за щитом англ. Behind the Shield
- Лучшие чернила англ. Best Ink
- Истории рождения англ. Birth Stories
- Блаженство (сериал) англ. Bliss
- Разрыв с Шеннен Доэрти англ. Breaking Up with Shannen Doherty
- Распад девушки англ. Breakup Girl
- Принеси домой экзотику англ. Bring Home the Exotic
- Brooklyn 11223
- Кампус Леди англ. Campus Ladies
- Вы можете сказать? англ. Can You Tell?
- Это проверяет Кэндис англ. Candice Checks It Out
- Захваченный англ. Captured
- Знаменитости под прикрытием англ. Celebrities Undercover
- Погоня за Марией Менунос англ. Chasing Maria Menounos
- Выбрать ведущего англ. Choose to Lead
- Правила кулио англ. Coolio's Rules
- Танцуй свою задницу англ. Dance Your Ass Off
- Нарисованный дом Дебби Трэвиса англ. Debbie Travis' Painted House
- Собаки с рабочими местами англ. Dogs with Jobs
- Радикальная пластическая хирургия англ. Drastic Plastic Surgery
- Подслушивание с Аланом Каммингсом англ. Eavesdropping with Alan Cummings
- eLove
- Выдох с Кэндис Берген англ. Exhale with Candice Bergen
- Лицо (сериал) англ. The Face
- Подтяжка англ. Facelift
- Бой девчонок англ. Fight Girls
- Найди меня мой мужчина[22] англ. Find Me My Man

## Критика
В адрес данного телеканала часто поступало много критики — одни говорили, что это «телевидение для жертв», другие утверждали, что вся суть канала построена на препирательствах и оскорбления.
В стороне не остались и конкуренты телеканала. Так, телевизионный канал Lifetime (именно его формат использовался до 2007 года) активно критиковал канал, утверждая, что Oxygen ворует форматы шоу.

### Плохие девчонки
Считается одним из самых скандальных проектов телеканала. В нём часто происходят драки, избиения, травли, оскорбления и даже судебные иски. Многие действия происходили на улице, в связи с чем было очень много шума: ругань, крики, оскорбления, приводившие к вызову правоохранительных органов общественного порядка. Местные жители были недовольны этим и написали петицию. Как они утверждали, даже после этого шумы на улице не прекратились.
Кроме этого в адрес передачи поступало очень много жалоб, судебных исков и претензий. Из-за всего этого проекту приходилось менять места съёмок. Один раз каналу запретили снимать дом в деревне Иллинойсе, что вызвало спор между производственной командой и попечительским советом.

## Рейтинги
Канал имеет довольно высокие рейтинги. Так, в 2016 году его передачи смотрели более 200 тысяч человек, а в 2017 ежедневный просмотр канала составлял 298 тысяч человек (+22%). Многие зрители и критики часто относят телеканал к конкурентам таким гигантам, как: Discovery и Lifetime, при том, что некоторые шоу Oxygen позаимствовала у них.
Канал пользуется большой популярностью среду представительниц женского пола в возрасте от 25 до 54 лет. Самые просматриваемые дни считаются пятница и понедельник; большая доля просмотров приходится именно на эти дни. Многие телекритики дают каналу большие рейтинги, обосновывая это удавшимся ребрендингом и хорошей продуманностью реноваций.
По состоянию на февраль 2015 года, около 77,5 миллионов телевизоров имеют данный телеканал, что составляет около 66,6% от всего телевидения в Соединенных штатах.